# Ohey
Ohey (in vallone Ohè) è un comune belga di 4 318 abitanti situato nella provincia vallona di Namur.
Ha dato i natali all'orientalista e siriacista Thomas Joseph Lamy.